# 프랑스의 루이즈

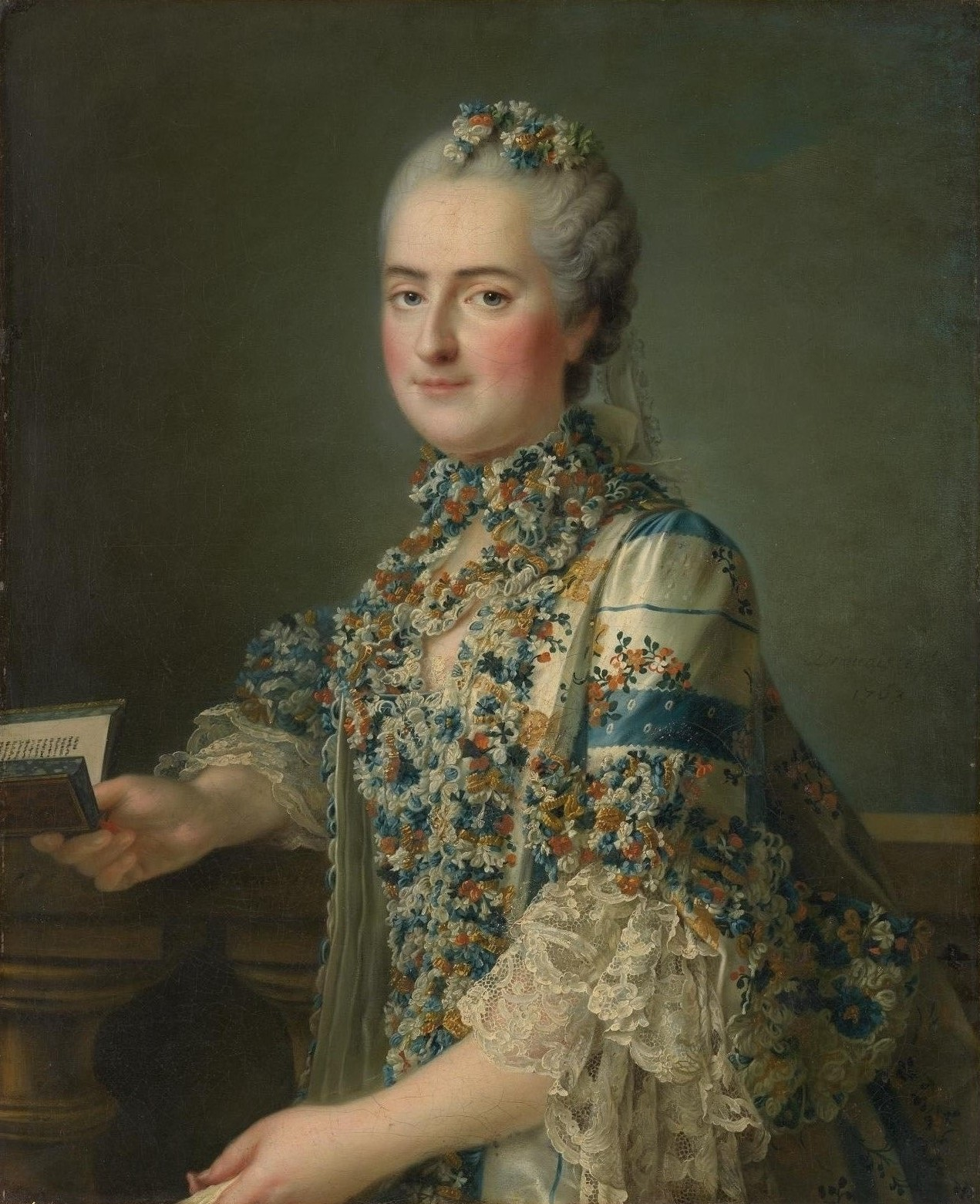
프랑스의 루이즈

프랑스의 루이즈마리(Louise-Marie de France, 1737년 ~ 1787년), 일명 마담 루이즈, 마지막 마담, 또는 8번째 마담은 루이 15세와 마리 레슈친스카의 막내딸이다. 루이즈 드 프랑스는 1747년 세례식 이후 마담 루이즈로 불렸다. 그녀는 1770년 카르멜회 수녀원에 테레즈 드 생토귀스탱(Thérèse de Saint-Augustin)이라는 이름으로 들어가 견습수녀장으로서, 이후 관리인으로서의 역할을 맡았다. 그녀는 세 번이나 수녀원장으로 선출되었다. 1787년에 사망한 루이즈 드 프랑스는 사후 1873년 가경자로 선포되었다.

## 생애
1737년 베르사유에서 태어난 루이즈 마리는 언니 빅투아르, 소피, 테레즈와 함께 퐁드브로 수도원(abbaye de Fontevrault)에 보내져 그곳에서 자랐다. 1750년 베르사유로 돌아온 루이즈 마리는 자신이 태어난 궁에서 20여년간을 보냈다. 그 사이 그녀는 언니 앙리에트와 어머니 마리 레슈친스카가 죽음을 지켜보았고, 여러 조카들이 태어나는 것도 보았다. 루이즈 마리는 1770년 루이 15세에게 카르멜 수도회의 수녀가 되는 것을 허락해 달라고 요청했고, 조카 루이 왕태자와 마리 앙투아네트의 결혼을 지켜본 뒤 생 드니의 수녀원에 들어갔다. 그곳에서 죽은 루이즈 마리의 묘는 프랑스 혁명 중에 훼손되었다. 교황 비오 9세는 1873년 6월 19일 루이즈 마리를 가경자로 선포했다.